# Студентський карцер (Гайдельберг)
Студентський карцер (нім. Studentenkarzer) — колишня в'язниця для студентів Гайдельберзького університету, а нині — музей у старому університеті.

## Історія
Студентський карцер був заснований в 1780-х роках і діяв до 1914 року. Студентів заарештовували за такі злочини, як порушення нічного спокою, бійки, пияцтво чи інші порушення громадського порядку. Іноді причиною ув'язнення ставали студентські витівки. Багатьом студентів такий спосіб дій вважався «злочином кавалера», і деякі студенти спеціально намагались протягом свого навчання в університеті хоч раз потрапити в карцер.
Арешт тривав від трьох днів до чотирьох тижнів залежно від правопорушення. Студенти мали провести перші 2-3 дні лише на хлібі та воді. Потім їм було дозволено отримувати їжу ззовні і навіть відвідувати лекції під час арешту. У Гайдельберзі ці правові відносини тривали до початку XX сторіччя. Барвисті настінні розписи датуються лише останніми десятиліттями використання карцеру. Студенти пишались фактом ув'язнення і увічнили на стінах карцеру свої імена та зображення, а також символи своїх студентських братств.

## Сьогодення
Студентський карцер Гейдельберга є однією з найпопулярніших пам'яток для відвідувачів старого міста Гайдельберга. Вхід до карцеру знаходиться за адресою Augustinergasse 2, неподалік від Університетської площі у старому місті Гайдельберга. Його можна відвідати разом з університетським музеєм, вхід на Grabengasse 1.

## Галерея

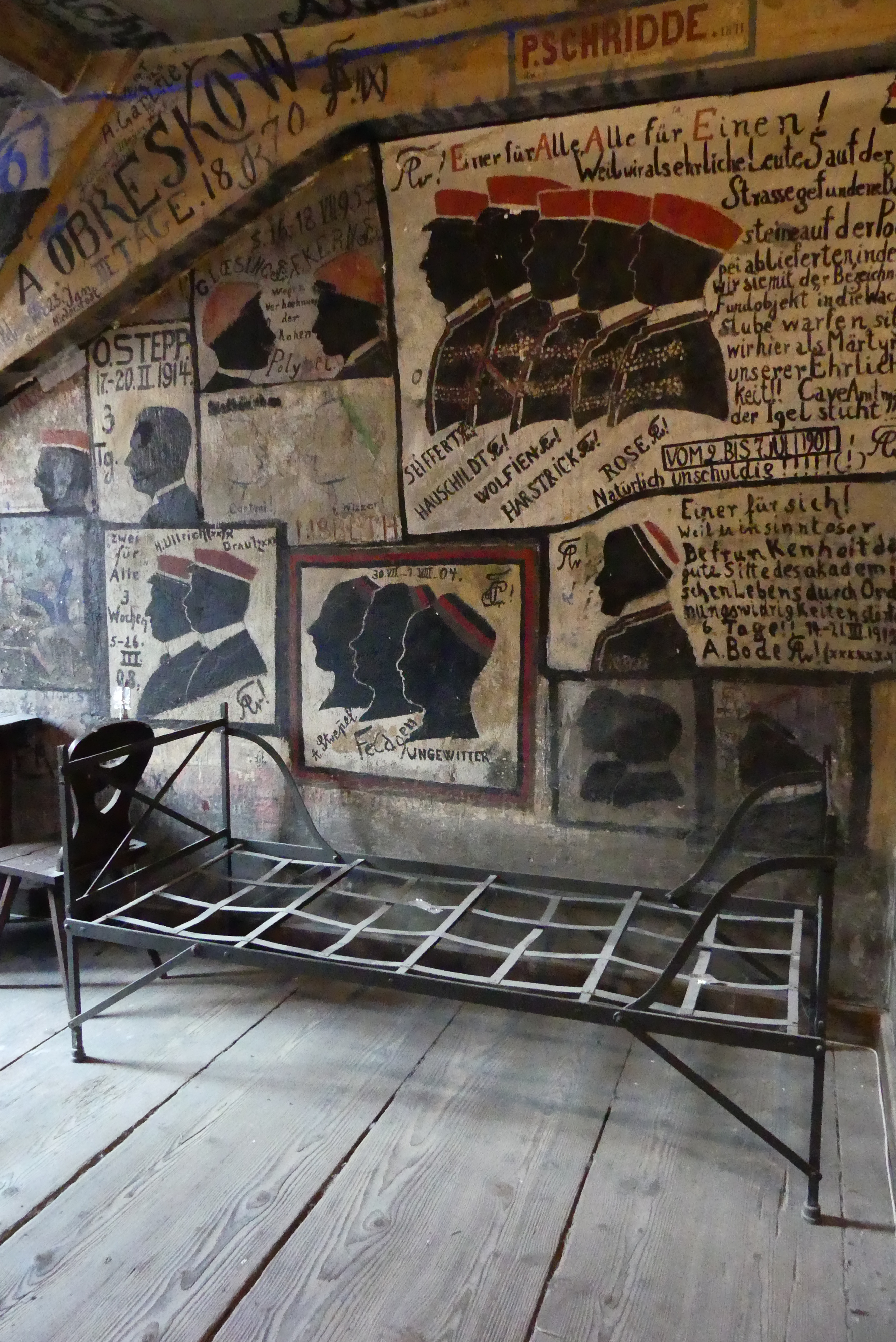
Ліжко в карцері
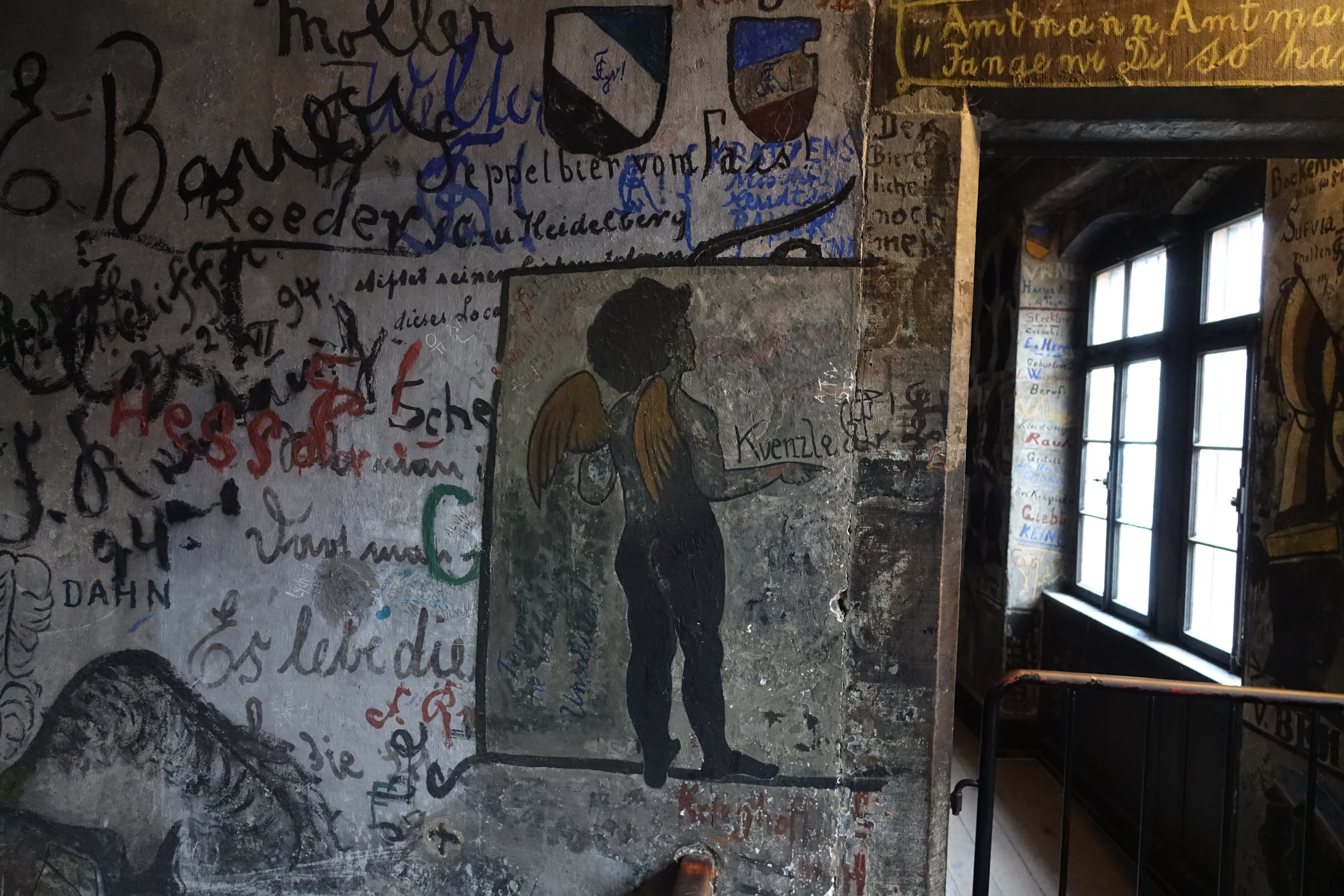
Янгол
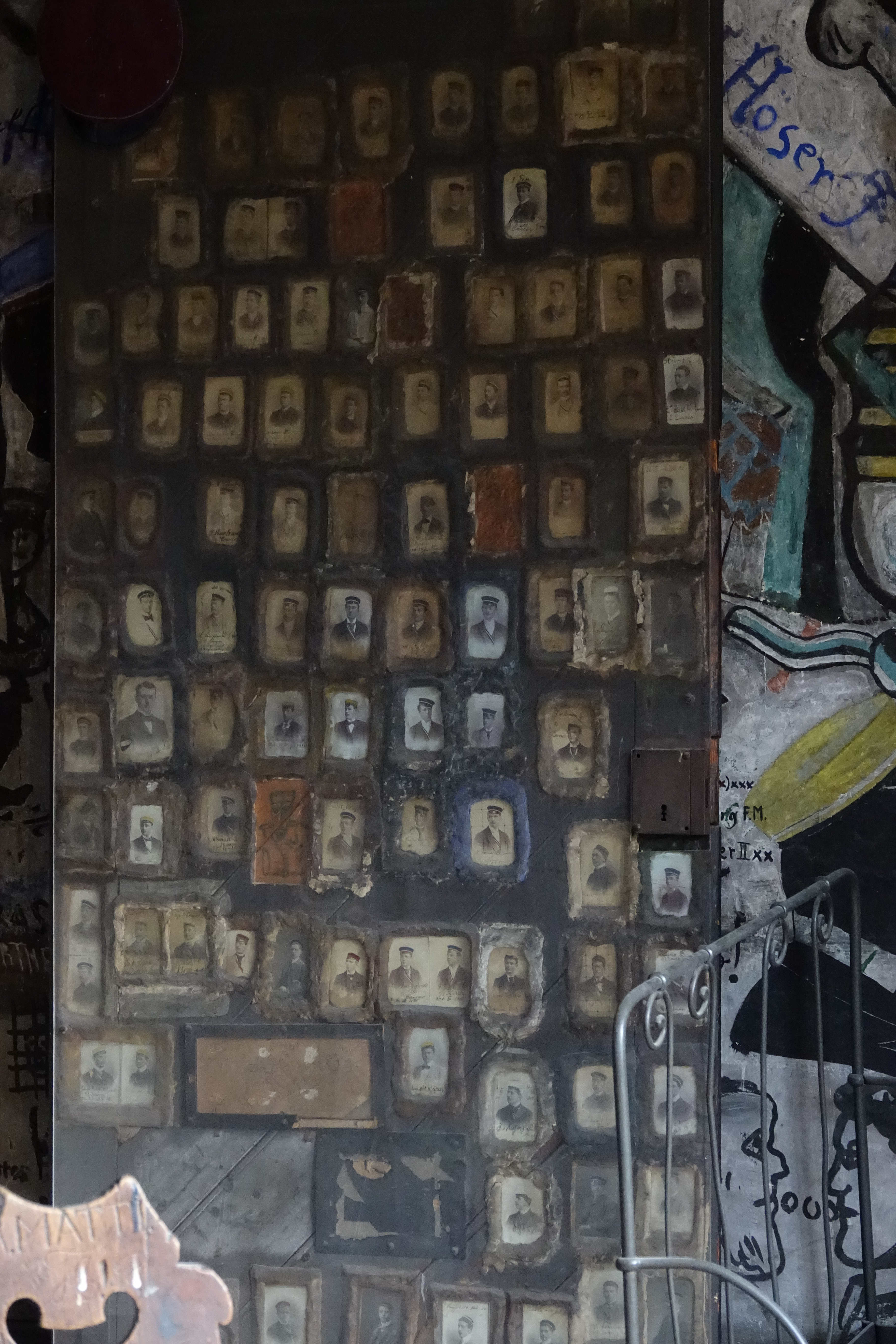
Стіна з фотографіями
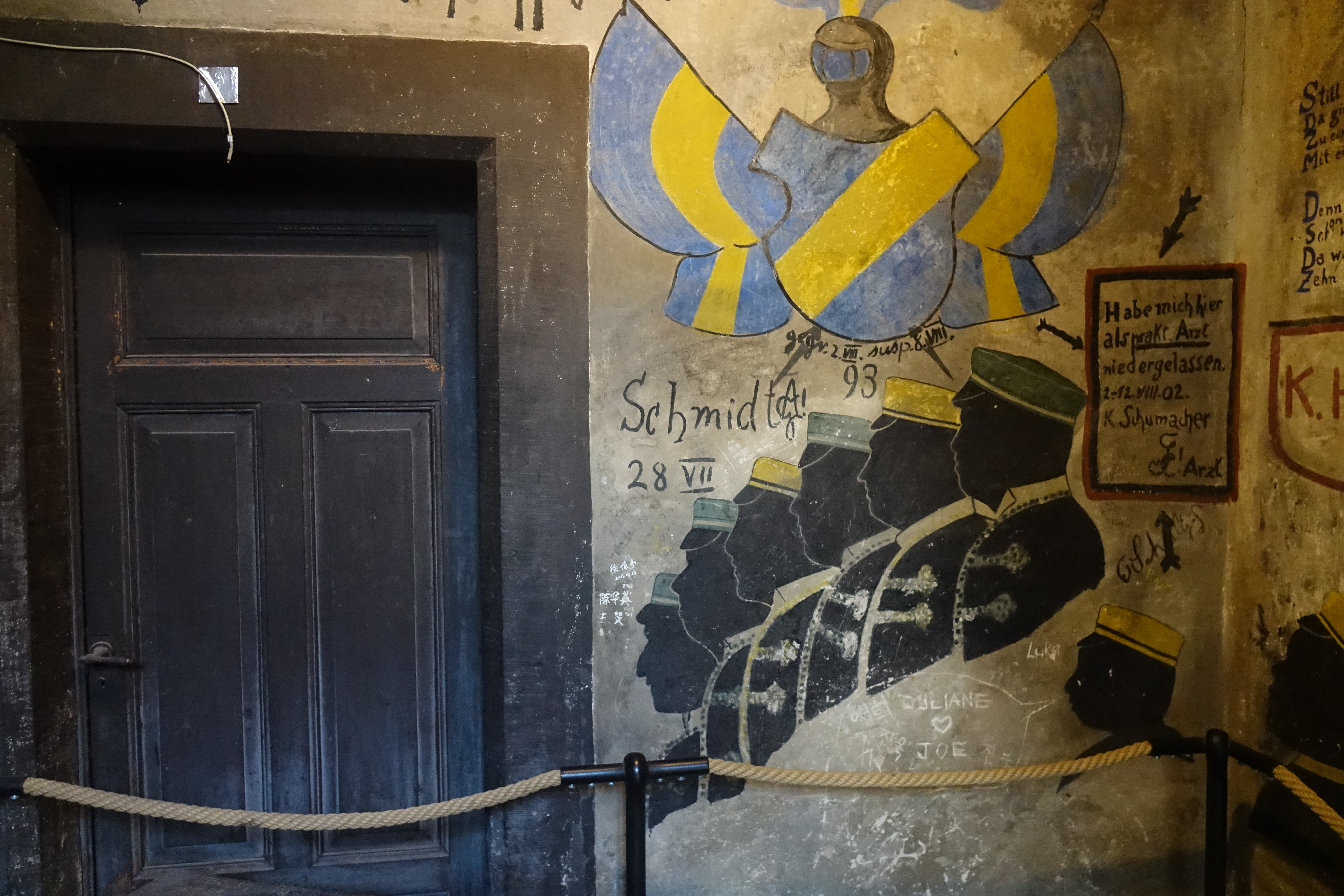
Герб Карцеронія
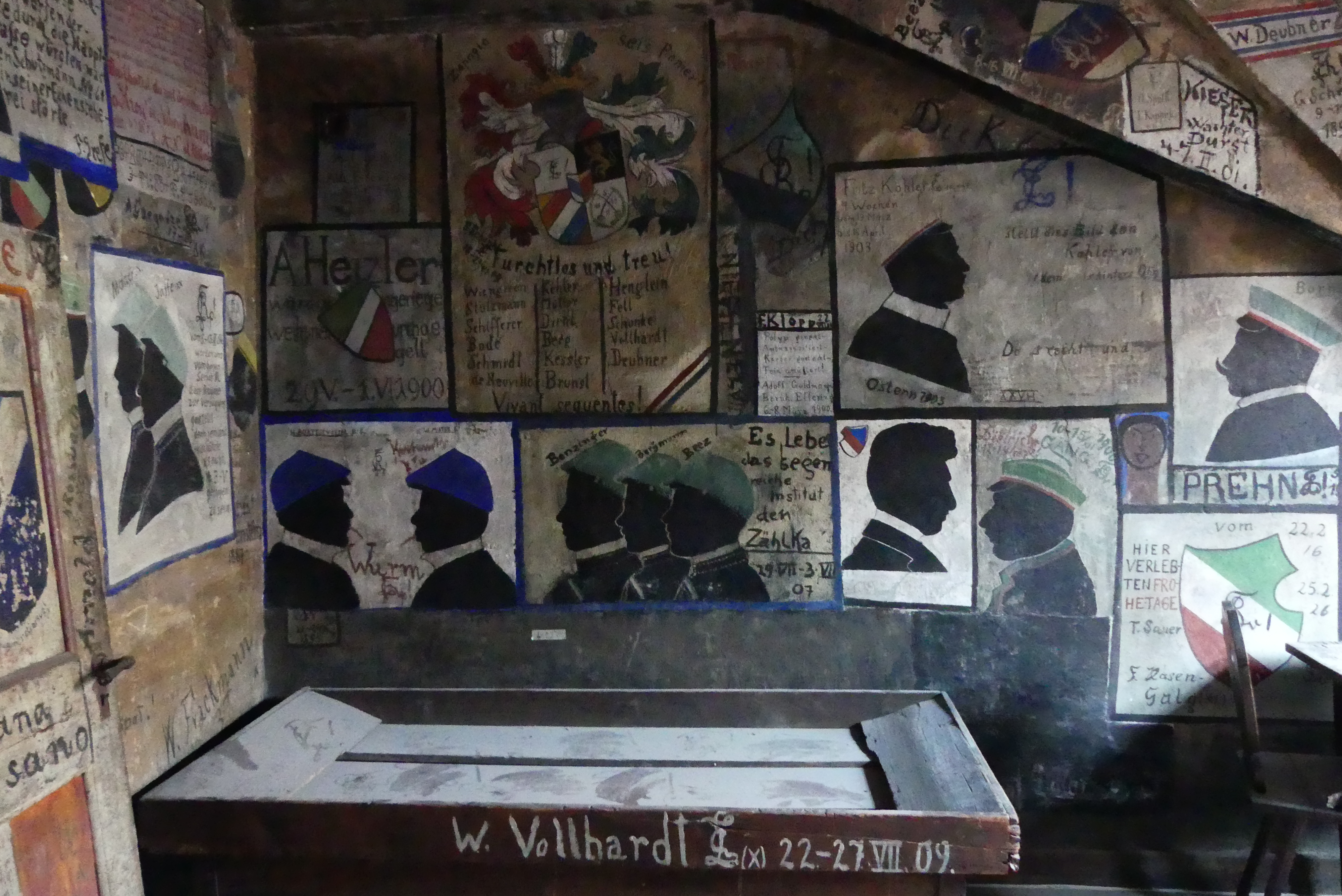
Профілі та герби
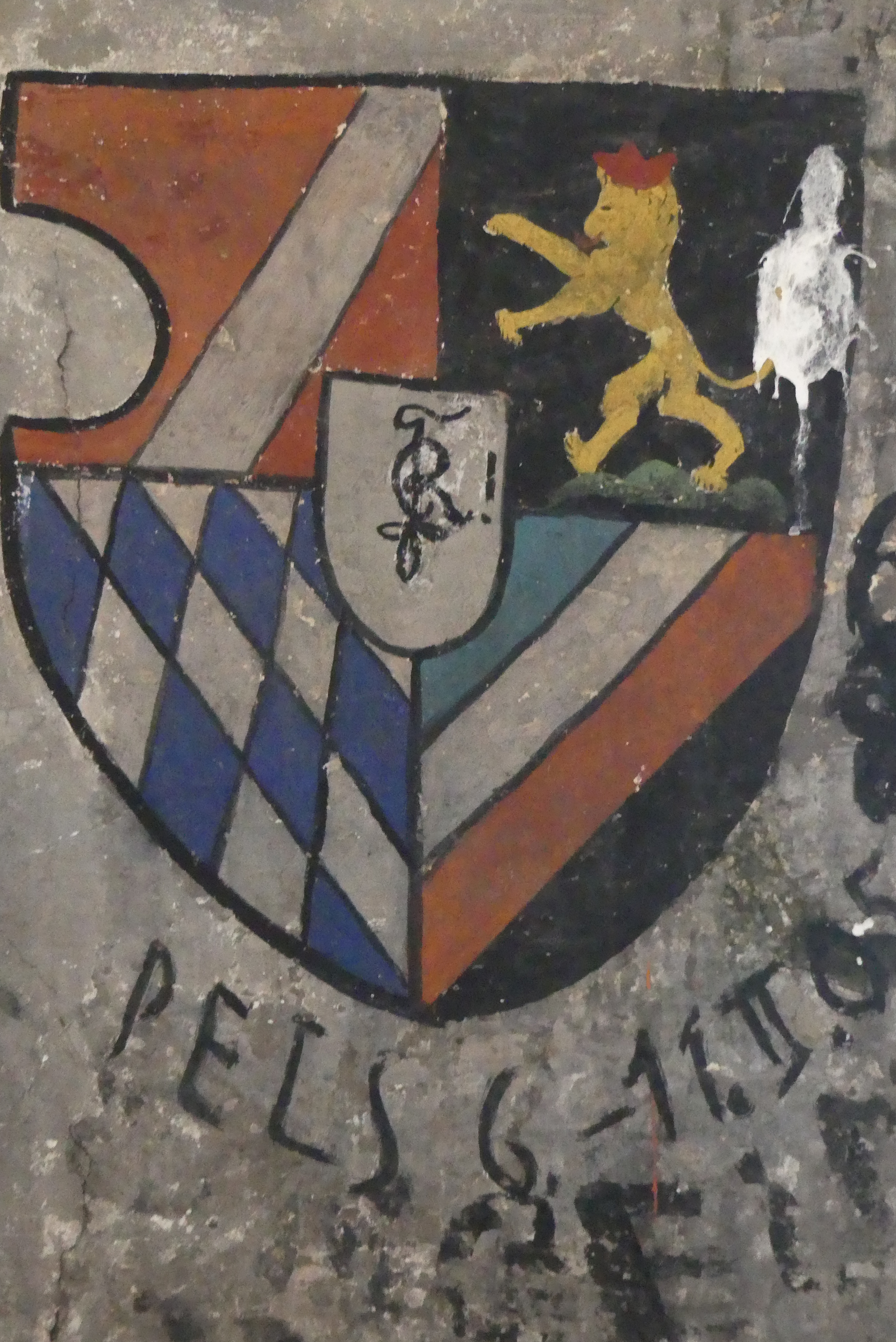
Герб Рупертія
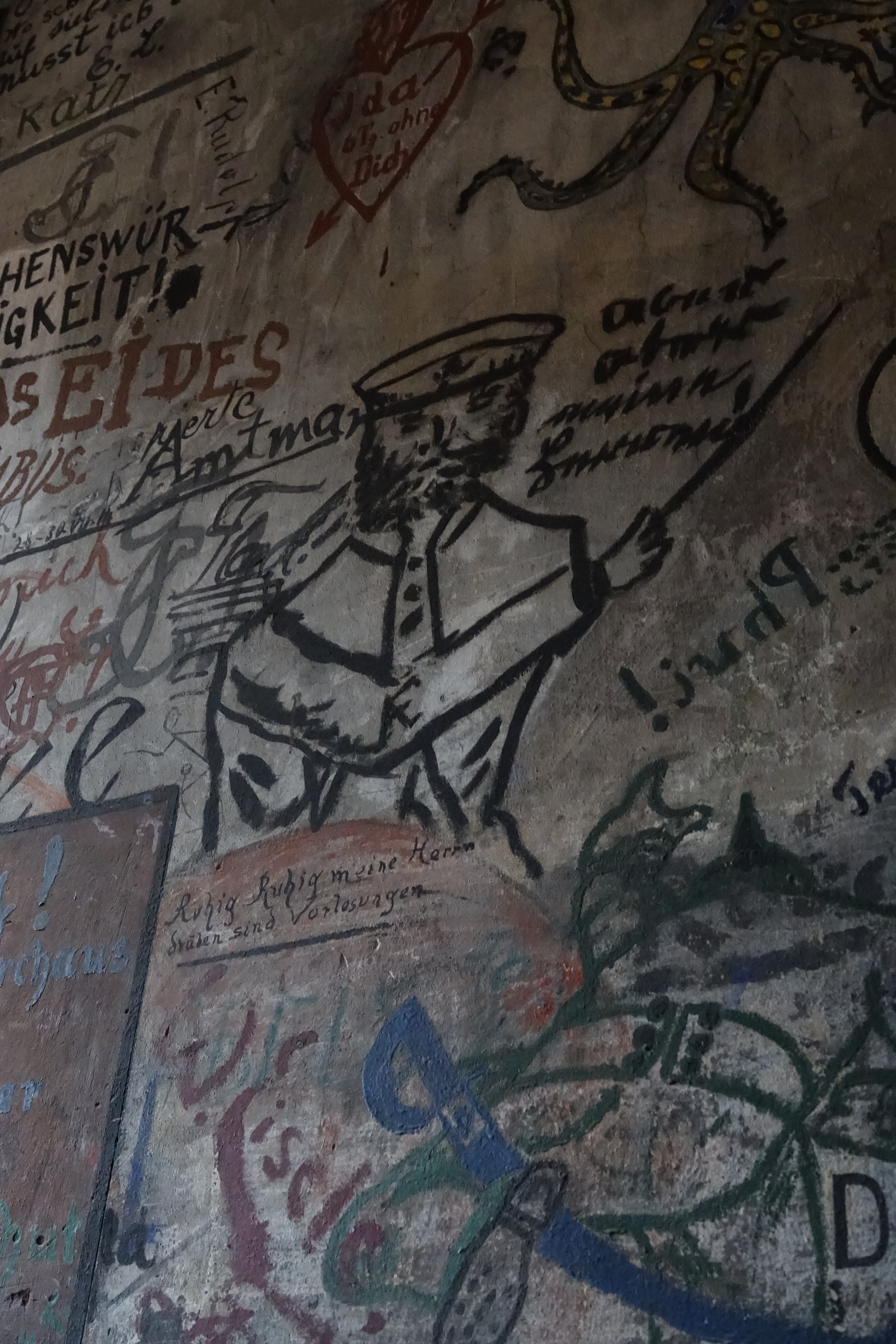
Фігура студента
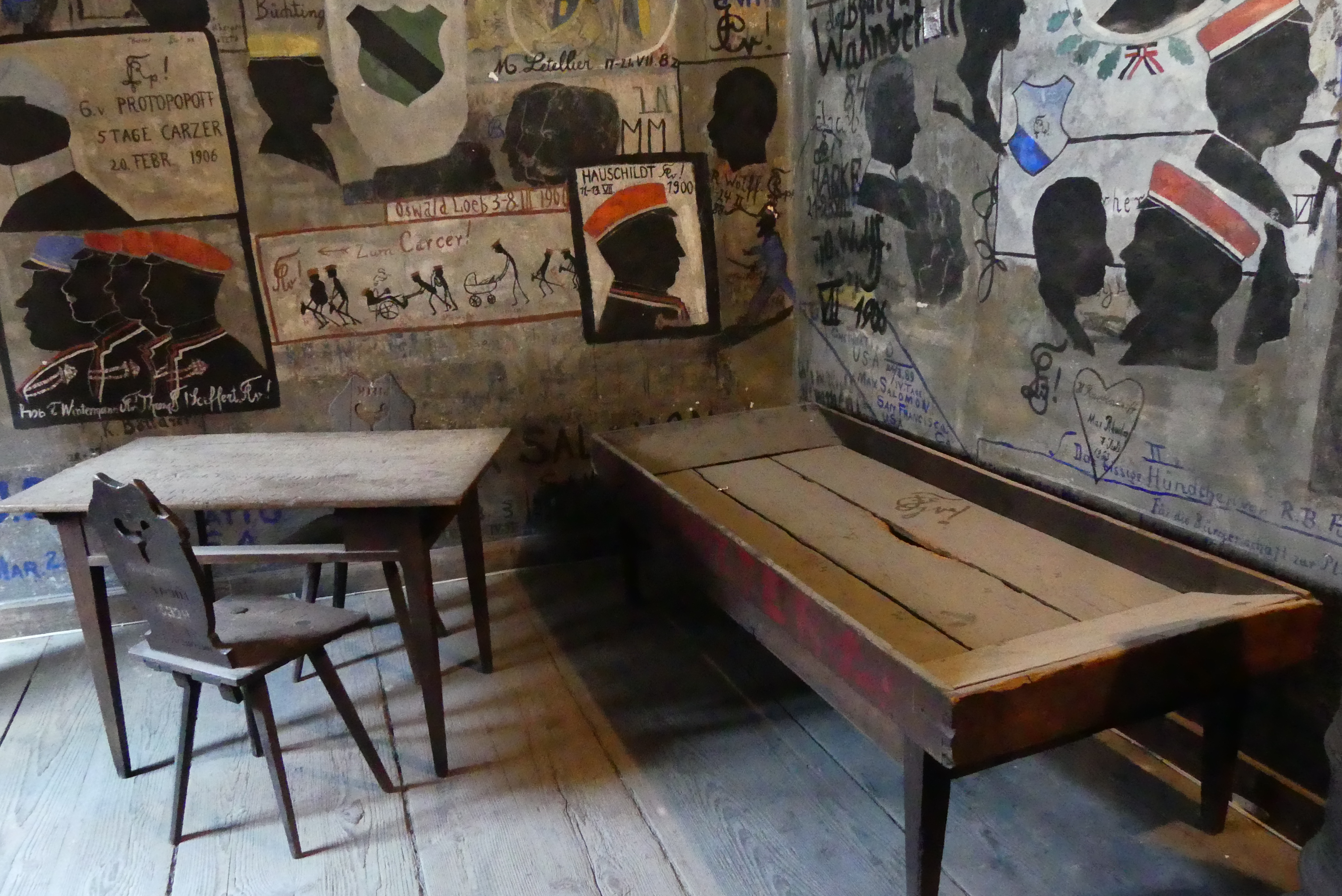
Кімната в карцері
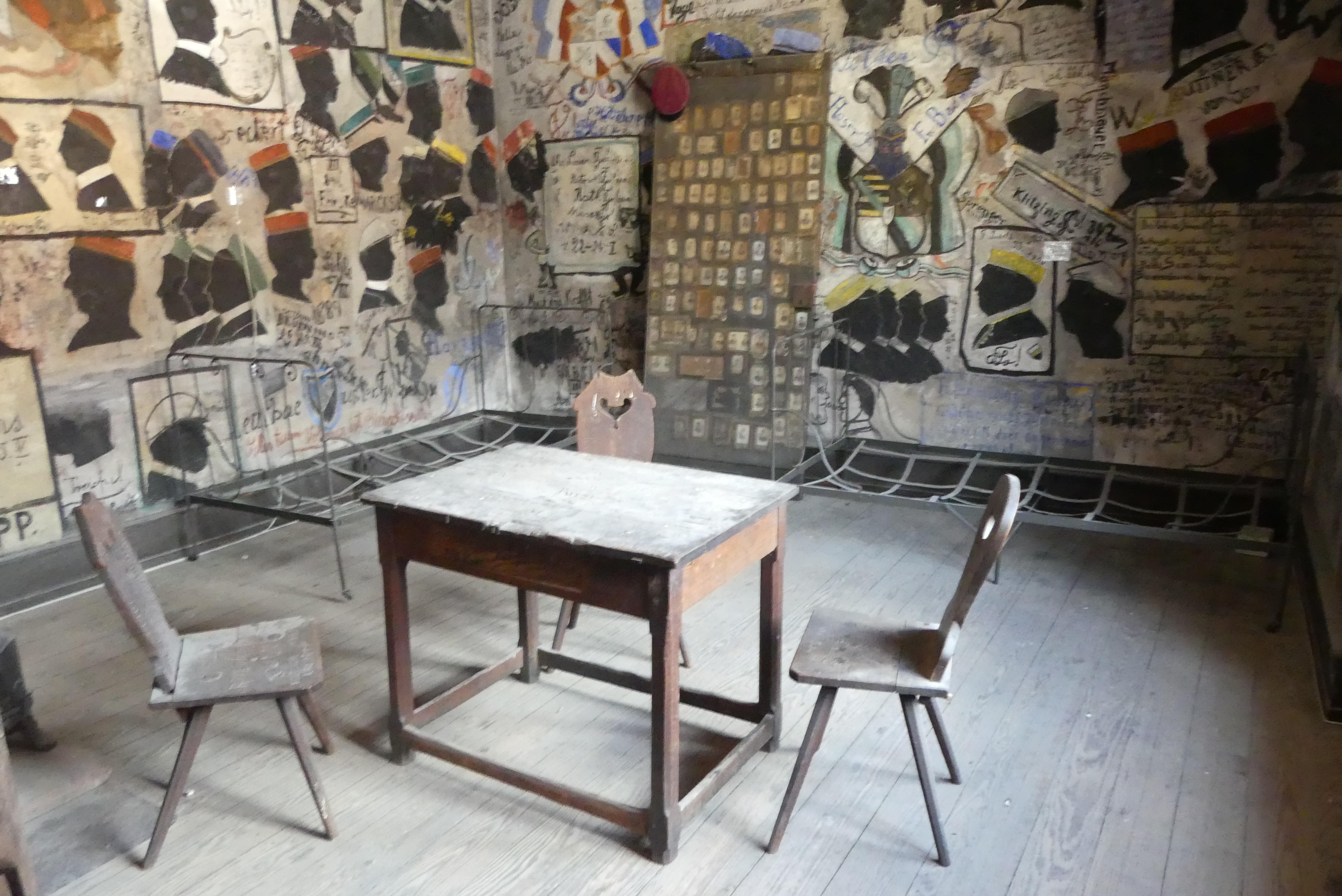
Стіл та стільці
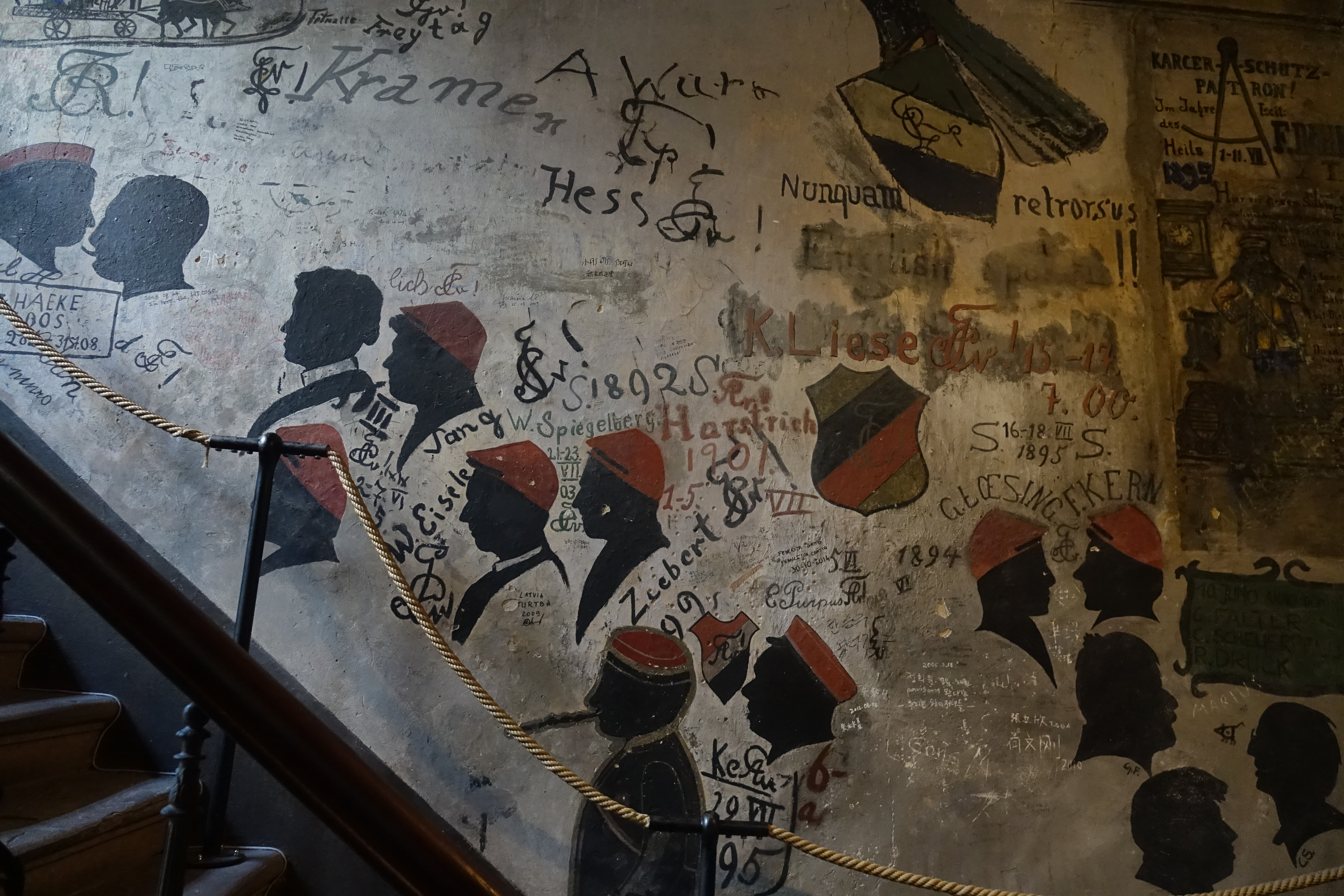
Сходи
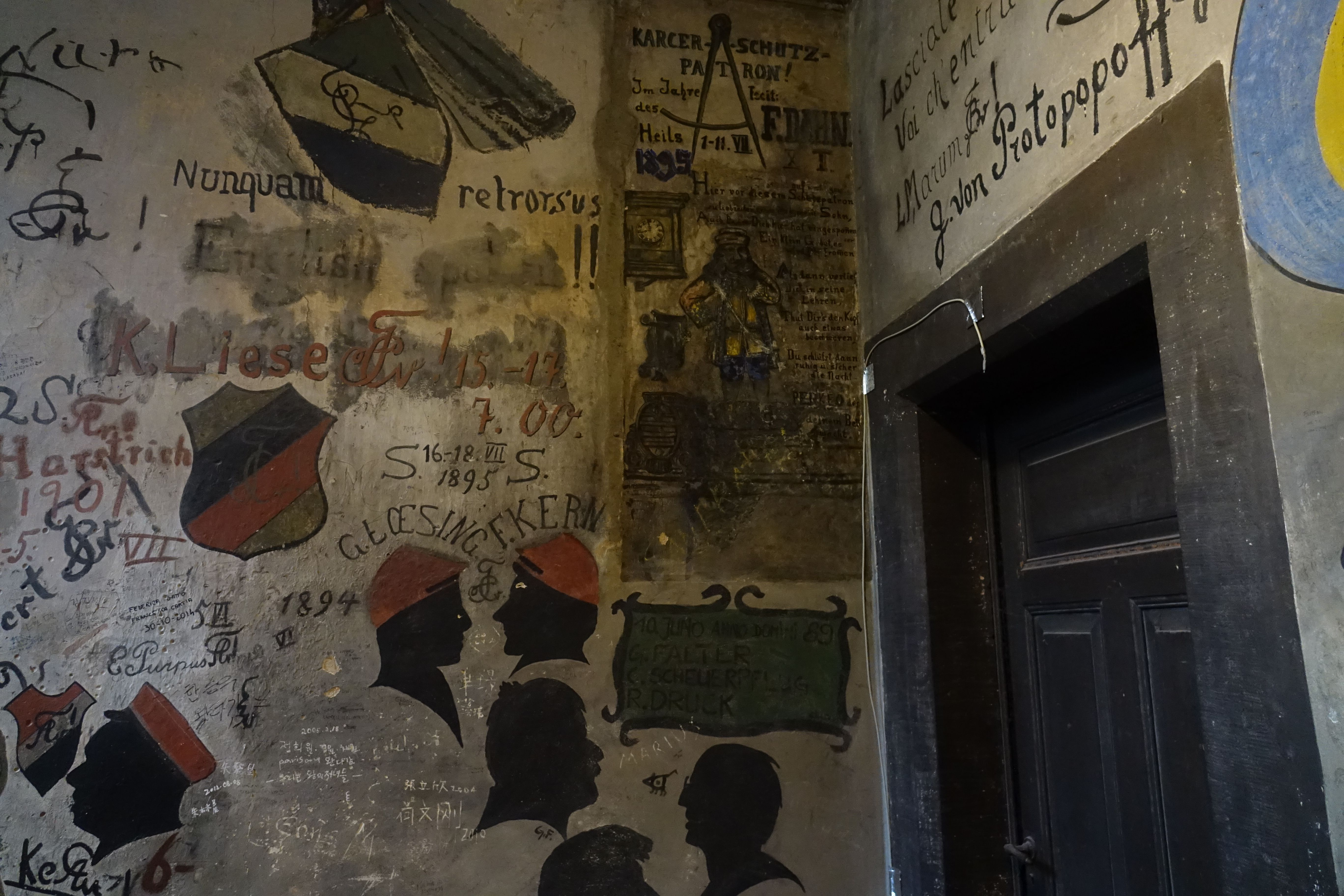
Стіна в карцері
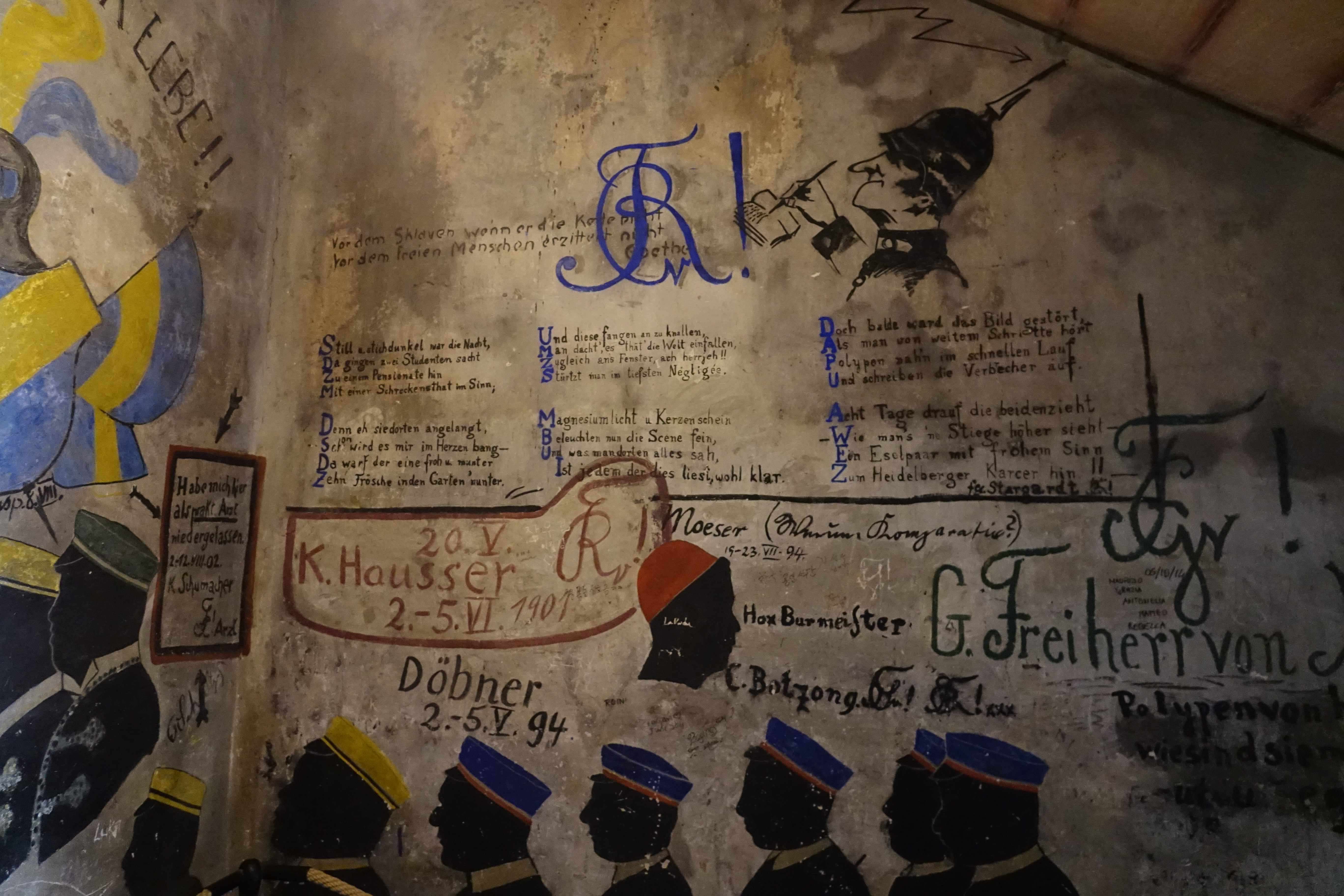
Вірші, записані на стіні в карцері
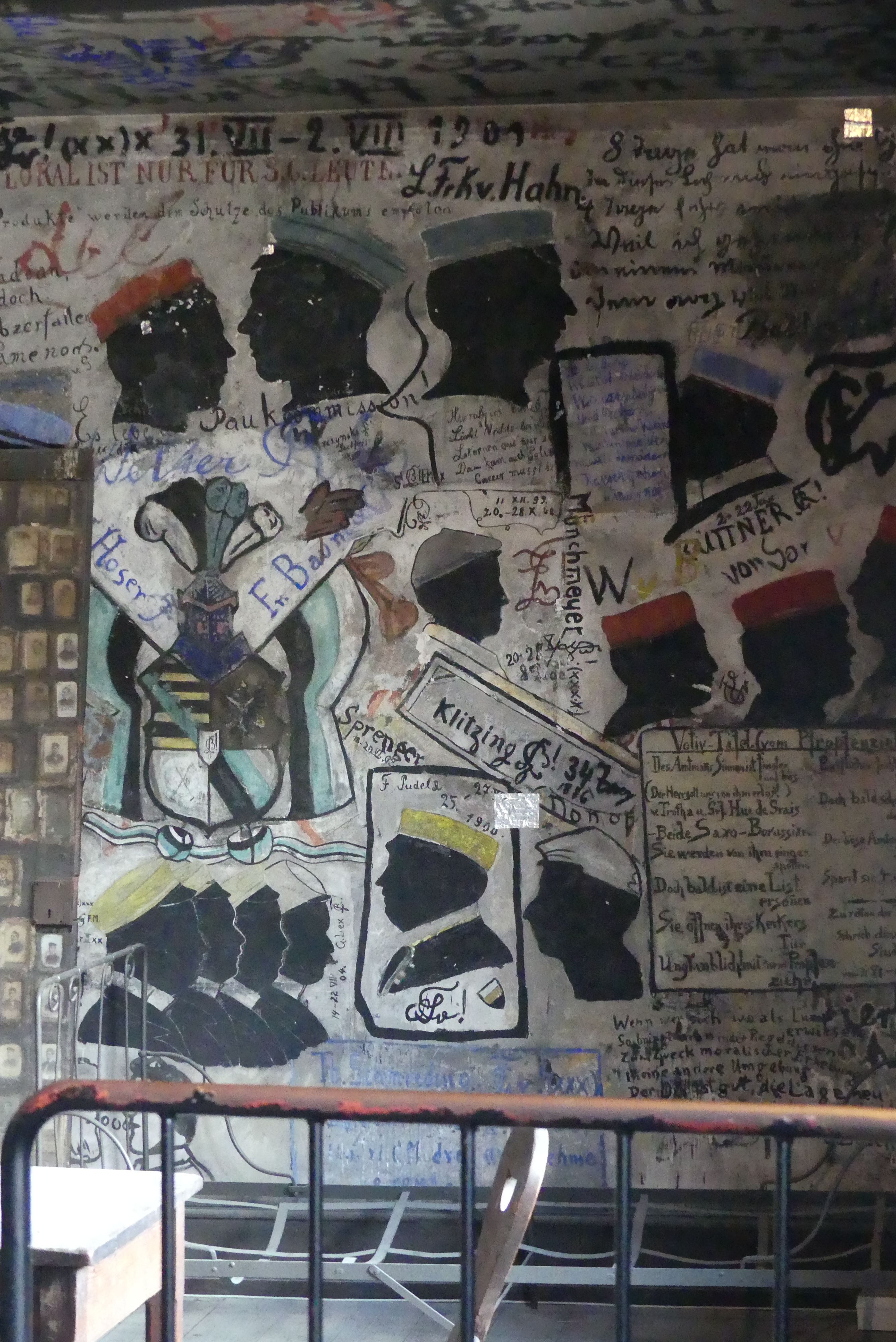
Різні профілі
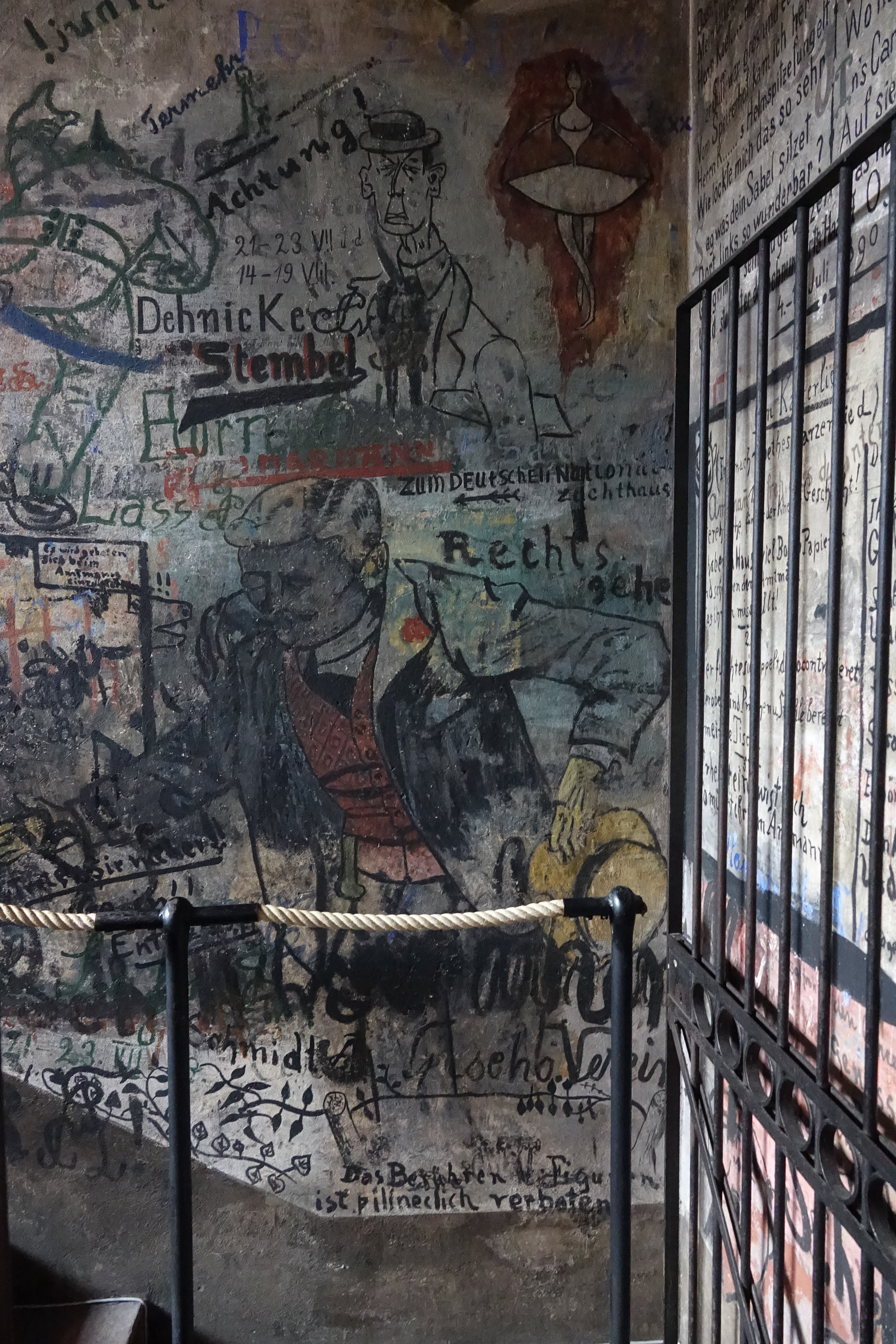
Стіна на сходах